# Wilde Kreuzspitze
Wilde Kreuzspitze (wł.  Picco della Croce) – szczyt w Alpach Zillertalskich, w Alpach Wschodnich. Leży w północnych Włoszech, w regionie Trydent-Górna Adyga. Szczyt można osiągnąć ze schroniska Sterzinger Hütte (2344 m), lub Brixner Hütte (2307 m).
Pierwszego wejścia, w 1861 r., dokonali A. v. Ruthner i Peterer.